# Бохум
Бохум (на немски: Bochum, произношение: [ˈboːxʊm]) е град в германската провинция Северен Рейн-Вестфалия. Бохум е с население от 361 876 към 31 декември 2014 г. и обща площ от 145,70 км². В града има и музей на историята на въгледобива.
В Бохум се намират осем висши учебни заведения, сред които и Рурският университет с повече от 30 000 студенти, което го прави един от най-големите в Германия.

## Географско положение
Градът се намира между реките Рур и Емшер.
Най-високата точка в Бохум е ул. Кемнадер със 196 м, а най-ниската — Блуменкамп с 43 м надморска височина.
Геологичният строеж е предимно от седиментни скали, карбон и креда. Климатът е умерен. Градът на юг разполага с множество гори.
В близост до Бохум се намират градовете Дортмунд, Есен, Дюселдорф, Витен, Хатинген и Херне.

## Побратимени градове
- Сюджоу, Китай(Икономическо междуградско партньорство[2]) от 1994 г.

## Култура и забележителности
Бохум разполага с повече от 20 театри, 12 музея, 10 кина.

## Известни личности
Родени в Бохум
- Матиас Остржолек (р. 1990), футболист
- Вили Шулц (р. 1938), футболист

Починали в Бохум
- Ернст Фолрат (1932-2003), философ